# Distretto di Dong (Busan)
Dong (Hangŭl: 동구; Hanja: 東區) è un distretto di Busan. Ha una superficie di 9,77 km² e una popolazione di 109.879 abitanti al 2005.